# Сент-Чарльз (Арканзас)
Сент-Чарльз (англ. St. Charles) — місто (англ. town) в США, в окрузі Арканзас штату Арканзас. Населення — 207 осіб (2020).

## Географія
Сент-Чарльз розташований на висоті 61 метр над рівнем моря за координатами 34°22′25″ пн. ш. 91°8′17″ зх. д. / 34.37361° пн. ш. 91.13806° зх. д. (34.373631, -91.137954).  За даними Бюро перепису населення США в 2010 році місто мало площу 2,22 км², з яких 2,20 км² — суходіл та 0,02 км² — водойми. В 2017 році площа становила 2,34 км², з яких 2,32 км² — суходіл та 0,02 км² — водойми.

## Демографія
Згідно з переписом 2010 року, у місті мешкало 230 осіб у 110 домогосподарствах у складі 71 родини. Густота населення становила 104 особи/км².  Було 155 помешкань (70/км²). 
Расовий склад населення:
| - 97,8 % — білих - 0,4 % — чорних або афроамериканців - 0,4 % — азіатів |

До двох чи більше рас належало 1,3 %. Іспаномовні складали 0,0 % від усіх жителів.
За віковим діапазоном населення розподілялося таким чином: 17,4 % — особи молодші 18 років, 63,5 % — особи у віці 18—64 років, 19,1 % — особи у віці 65 років та старші. Медіана віку мешканця становила 44,5 року. На 100 осіб жіночої статі у місті припадало 82,5 чоловіків;  на 100 жінок у віці від 18 років та старших — 88,1 чоловіків також старших 18 років.
Середній дохід на одне домашнє господарство  становив 60 039 доларів США (медіана — 47 500), а середній дохід на одну сім'ю — 69 177 доларів (медіана — 55 250). За межею бідності перебувало 2,7 % осіб, у тому числі 0,0 % дітей у віці до 18 років та 0,0 % осіб у віці 65 років та старших.
Цивільне працевлаштоване населення становило 147 осіб. Основні галузі зайнятості: виробництво — 24,5 %, освіта, охорона здоров'я та соціальна допомога — 15,0 %, роздрібна торгівля — 12,9 %.
За даними перепису населення 2000 року в Сент-Чарльзі проживав 261 осіб, 81 сім'я, налічувалося 113 домашніх господарств і 150 житлових будинків. Середня густота населення становила близько 119 осіб на один квадратний кілометр. Расовий склад Сент-Чарльза за даними перепису розподілився таким чином: 98,08 % білих, 1,75 % — чорних або афроамериканців, 1,15 % — корінних американців.
Іспаномовні склали 0,77 % від усіх жителів містечка.
Із 113 домашніх господарств в 23,9 % — виховували дітей віком до 18 років, 56,6 % представляли собою подружні пари, які спільно проживали, в 6,2 % сімей жінки проживали без чоловіків, 28,3 % не мали сімей. 25,7 % від загального числа сімей на момент перепису жили самостійно, при цьому 14,2 % склали самотні літні люди у віці 65 років та старше. Середній розмір домашнього господарства склав 2,31 особи, а середній розмір родини — 2,69 особи.
Населення містечка за віковим діапазоном за даними перепису 2000 року розподілилося таким чином: 17,6 % — жителі молодше 18 років, 8,0 % — між 18 і 24 роками, 24,5 % — від 25 до 44 років, 29,1 % — від 45 до 64 років і 20,7 % — у віці 65 років та старше. Середній вік мешканця склав 45 років. На кожні 100 жінок в Сент-Чарльзі припадало 112,2 чоловіків, у віці від 18 років та старше — 112,9 чоловіків також старше 18 років.
Середній дохід на одне домашнє господарство в містечкі склав 24 375 доларів США, а середній дохід на одну сім'ю — 29 167 доларів. При цьому чоловіки мали середній дохід в 25 417 доларів США на рік проти 13 125 доларів середньорічного доходу у жінок. Дохід на душу населення в містечкі склав 13  481 долар на рік. 18,8 % від усього числа сімей в окрузі і 22,7 % від усієї чисельності населення перебувало на момент перепису населення за межею бідності, при цьому 21,4 % з них були молодші 18 років і 19,1 % — у віці 65 років та старше.